# Campeones de AAPM
La siguiente es una lista de Campeones Metropolitanos Nocturnos desde que se fundó la Asociación Argentina de Pilotos Midgets.
| Temporada  | Piloto              | Motorización  | Lugar                                                                           |  |
| ---------- | ------------------- | ------------- | ------------------------------------------------------------------------------- |  |
| 1975-1976  | Rafael Bentosella   | Peugeot 504   | Club Nueva Chicago                                                              |  |
| 1976-1977  | Marcelo Fernández   | Peugeot 504   | Club Nueva Chicago                                                              |  |
| 1977-1978  | Marcelo Fernández   | Peugeot 504   | Club Nueva Chicago                                                              |  |
| 1978-1979  | Alfredo Vidal       | Simca Vedette | Club Nueva Chicago                                                              |  |
| 1979-1980  | Marcelo Fernández   | Peugeot 504   | Club Nueva Chicago                                                              |  |
| 1980-1981  | Juan C. Bordignon   | Dodge 1500    | Club Nueva Chicago                                                              |  |
| 1981-1982  | Carlos Gallicchio   | Fiat 1600     | Club Nueva Chicago                                                              |  |
| 1982-1983  | Jorge Montes        | Fiat 1600     | Club Nueva Chicago                                                              |  |
| 1983-1984  | Carlos Gallicchio   | Fiat 1600     | Club Nueva Chicago                                                              |  |
| 1984-1985  | Carlos Gallicchio   | Fiat 1600     | Club Nueva Chicago                                                              |  |
| 1985-1986  | Carlos Gallicchio   | Fiat 1600     | Club Nueva Chicago                                                              |  |
| 1986-1987  | Enrique Aranzana    | Peugeot 504   | Club Nueva Chicago                                                              |  |
| 1987-1988  | Héctor Pozueta      | Fiat 1600     | Club Nueva Chicago                                                              |  |
| 1988-1989  | Héctor Pozueta      | Audi          | Club Nueva Chicago                                                              |  |
| 1989-1990  | Héctor Pozueta      | Audi          | Club Nueva Chicago                                                              |  |
| 1990-1991  | Eugenio Chemolli    | Fiat 125      | Club Nueva Chicago                                                              |  |
| 1991-1992  | Edgardo Guirriere   | VW 1500       | Club Nueva Chicago                                                              |  |
| 1992-1993  | Desierto            |               |                                                                                 |  |
| 1993-1994  | Walter González     | Audi          | Pista Roja - Aut. Oscar A. Gálvez                                               |  |
| 1994-1995  | Adrián López        | Audi          | Pista Roja - Aut. Oscar A. Gálvez                                               |  |
| 1995-1996  | Luis Mazza          | Audi          | Pista Roja - Aut. Oscar A. Gálvez                                               |  |
| 1996-1997  | Luis Mazza          | Audi          | Pista Roja - Aut. Oscar A. Gálvez                                               |  |
| 1997-1998  | Luis Mazza          | Audi          | Pista Roja - Aut. Oscar A. Gálvez                                               |  |
| 1998-1999  | Walter González     | Audi          | Pista Roja - Aut. Oscar A. Gálvez                                               |  |
| 1999-2000  | Eugenio Chemolli    | VW 1500       | Pista Roja - Aut. Oscar A. Gálvez                                               |  |
| 2000-2001  | Gabriel Carbone     | Audi          | Pista Roja - Aut. Oscar A. Gálvez                                               |  |
| 2001-2002  | Efrén Chemolli Jr.  | VW 1500       | Pista Roja - Aut. Oscar A. Gálvez                                               |  |
| 2002-2003  | Marcelo Chiarelli   | Ford Escort   | Pista Efrén Chemolli - Aut. Oscar A. Gálvez                                     |  |
| 2004       | Roberto Gómez       | Fiat Tipo     | Pista Efrén Chemolli - Aut. Oscar A. Gálvez                                     |  |
| 2004-2005  | Roberto Gómez       | Fiat Tipo     | Pista Efrén Chemolli - Aut. Oscar A. Gálvez                                     |  |
| 2005-2006  | Walter González     | Audi          | Pista Efrén Chemolli - Aut. Oscar A. Gálvez                                     |  |
| 2006-2007  | Roberto Gómez       | Fiat Tipo     | Pista Efrén Chemolli - Aut. Oscar A. Gálvez                                     |  |
| 2007-2008  | Hugo Gómez          | Fiat Duna     | Pista Brandsen                                                                  |  |
| 2008-2009  | Walter González     | Audi          | Pista Efrén Chemolli - Aut. Oscar y Juan Gálvez                                 |  |
| 2009-2010  | Walter González     | Audi          | Pista Efrén Chemolli - Aut. Oscar y Juan Gálvez                                 |  |
| 2010-2011  | Gustavo Mastronardi | Audi          | Pista Efrén Chemolli - Aut. Oscar y Juan Gálvez                                 |  |
| 2011-2012  | Damián López        | Audi          | Pista Efrén Chemolli - Aut. Oscar y Juan Gálvez                                 |  |
| 2012-2013  | Matías López        | Audi          | Pista Efrén Chemolli - Aut. Oscar y Juan Gálvez                                 |  |
| 2013-2014  | Matías López        | Audi          | Pista efren chemolli -Aut. Oscar y Juan Galvez                                  |  |
| 2014-2018  | Desierto            | Desierto      | Pista Efrén Chemolli - Aut. Oscar y Juan Galvez Circuito de San Andrés de Giles |  |
| 2018 -2019 | Matias López        | Audi          | Pista Efrén Chemolli - Aut. Oscar y Juan Gálvez                                 |  |
| 2020 -2021 | Matias López        | Audi          | Pista Efrén Chemolli - Aut. Oscar y Juan Gálvez                                 |  |
| 2021 -2022 | Jorge Ulivi         | Audi          | Pista Efrén Chemolli - Aut. Oscar y Juan Gálvez                                 |  |
| 2022 -2023 | Hugo Gomez          | Audi          | Pista Efrén Chemolli - Aut. Oscar y Juan Gálvez                                 |  |
| 2023 -2024 | Hugo Gomez          | Audi          | Pista Efrén Chemolli - Aut. Oscar y Juan Gálvez                                 |  |
| 2023 -2024 | Hugo Gomez          | Audi          | Pista Efrén Chemolli - Aut. Oscar y Juan Gálvez                                 |  |
| 2023 -2024 | Hugo Gomez          | Audi          | Pista Efrén Chemolli - Aut. Oscar y Juan Gálvez                                 |  |
| 2023 -2024 | Hugo Gomez          | Audi          | Pista Efrén Chemolli - Aut. Oscar y Juan Gálvez                                 |  |
| 2024-2025  | Sebastian Carbone   | Audi-Rulo     | Pista Efrén Chemolli - Aut. Oscar y Juan Galvez                                 |  |